# Renata Kijowska
Renata Kijowska (ur. 10 grudnia 1975 w Krakowie) – polska dziennikarka radiowa i telewizyjna, reporterka „Faktów” TVN.

## Życiorys

### Wykształcenie
Jest absolwentką I Liceum Ogólnokształcącego im. Bartłomieja Nowodworskiego w Krakowie (Nowodworek). Studiowała nauki polityczne oraz dziennikarstwo na Uniwersytecie Jagiellońskim w Krakowie oraz na Uniwersytecie Poczdamskim (w ramach Deutscher Akademischer Austauschdienst). Biegle posługuje się językiem niemieckim, zna również podstawy hiszpańskiego.

### Praca zawodowa
Pracę zawodową zaczynała w programie informacyjnym TVP Kraków – Kronice Krakowskiej. Przed rozpoczęciem pracy w Faktach TVN była korespondentką Telewizji Puls, wcześniej także Radia Plus. Publikowała między innymi w „Tygodniku Powszechnym” oraz „Podróżach”.
W Faktach TVN zadebiutowała 5 lipca 2001 roku. W swoich materiałach porusza przede wszystkim tematy społeczne oraz, jako korespondentka z Krakowa, relacjonuje wydarzenia z południa Polski. Wielokrotnie dla Faktów TVN oraz kanałów informacyjnych TVN24 i TVN24 Biznes i Świat relacjonowała wydarzenia z zagranicy, między innymi z Niemiec, Austrii, Czech, Słowacji, Węgier, Ukrainy oraz Rumunii.
W 2013 r. zrealizowała materiały telewizyjne oraz reportaż opowiadający historię Radosława Agatowskiego, niepełnosprawnego 25-latka o mentalności dziecka, skazanego za wielokrotne kradzieże. W październiku 2013 r. prezydent Bronisław Komorowski ułaskawił Agatowskiego, uzasadniając swoją decyzję względami humanitarnymi i podkreślając, że ułaskawiony wymaga stałej opieki i pomocy innych osób.
Przez kilka lat wykładała dziennikarstwo w Wyższej Szkole Europejskiej im. ks. Józefa Tischnera w Krakowie.
Zagrała epizodyczne role w dwóch filmach biograficznych – Krzysztof z 2010 r. opowiadającym o brutalnym porwaniu i zamordowaniu Krzysztofa Olewnika oraz Nad życie z 2012 r. opowiadającym o życiu Agaty Mróz-Olszewskiej. W obu produkcjach zagrała dziennikarkę telewizji TVN i TVN24.
W 2019 r. zrealizowała film dokumentalny produkcji stacji TVN „Na Górze Tyrryry”, który opowiada o długoletniej działalności zespołu rockowego Na Górze, tworzonego przez osoby niepełnosprawne. Film został nagrodzony m.in. na Festiwalu Form Dokumentalnych „NURT” w Kielcach i „The Best Shorts Competition” w Kalifornii. Był pokazywany w 2019 r. na festiwalu „Człowiek w Zagrożeniu” w Łodzi, Krakowskim Festiwalu Filmowym, „London International Filmmaker Festiwal”, European Cinematography Awards in Amsterdam, Global Shorts Awards.

## Publikacje
- Kuba Niedźwiedź. Historie z gawry; wyd. znak emotikon (ISBN 978-83-240-5046-8)
- Hela Foka. Historie na fali; wyd. znak emotikon (78-83-240-5142-7)

## Nagrody

### Dziennikarskie
Jest laureatką Nagrody Dziennikarzy Małopolski w kategorii news oraz konkursu o wolontariacie dla dziennikarzy „Tak! Pomagam” w kategorii telewizja. W 2012 r. ponownie nominowana do Nagrody Dziennikarzy Małopolski za wywiad z chorującym wówczas na nowotwór krtani aktorem, Jerzym Stuhrem. Za liczne materiały oraz zaangażowanie w ochronę zwierząt otrzymała również nagrodę „Przyjaciel Zwierząt”.

### Literackie
Jej pierwsza książka dla dzieci „Kuba Niedźwiedź. Historie z gawry” została nagrodzona podczas XXIV Festiwalu Górskiego, tytułem Książki Górskiej Roku 2018 w kategorii – Górska fikcja i poezja.

### Filmowe
- Grand Prix na Festiwalu Filmów Optymistycznych "Happy End" za "Na Górze. Tyrryry" (Rzeszów, 2020)[12]
- Nagroda za najlepszy profesjonalny film dokumentalny na Festiwalu Filmów Optymistycznych "Happy End" za "Na Górze. Tyrryry" (Rzeszów, 2020)[12]
- Nagroda publiczności na Festiwalu Filmów Optymistycznych "Happy End" za "Na Górze. Tyrryry" (Rzeszów, 2020)[12]
- Nagroda Specjalna na Festiwalu Filmów Odpowiedzialnych "17 Celów" za "Na Górze. Tyrryry" (Poznań, 2020)[13]
- Nagroda publiczności Motyl 2020 na Europejskim Festiwalu Filmowym "Integracja Ty i Ja" za "Na górze. Tyrryry" (Koszalin, 2020)[14]
- I Nagroda w Konkursie Polskim w kategorii "Etnografia i społeczeństwo" na festiwalu Korporoacyjno-Telewizyjnym FilmAT za "Na Górze. Tyrryry" (Warszawa, 2020)[15]
- Wyróżnienie w kategorii "Humanitarian Award" w konkursie Best Short Competition za "Na górze. Tyrryry" (USA, 2020)[16]
- Doroczna Nagroda Specjalna Radia Kielce na Festiwalu Form Dokumentalnych NURT za "Na Górze. Tyrryry" (Kielce, 2019)[17]
- Wyróżnienie Komisji Artystycznej na Festiwalu Form Dokumentalnych NURT za "Na Górze. Tyrryry" (Kielce, 2019)
- Wyróżnienie w kategorii Best Features Doc za film "Na Górze Tyrryry" na Global Short Awards (2019)[17]
- Nagroda za najlepszy krótkometrażowy film dokumentalny na The Best Shorts Competition za "Na Górze Tyrryry" (Kalifornia, 2019)[17]
- Finalista na European Cinematography Awards za "Na Górze Tyrryry" (Amsterdam, 2019)[17]
- Nominacja do Nagrody Białej Kobry na Festiwalu Mediów "Człowiek w Zagrożeniu" za "Na Górze Tyrryry" (Łódź, 2019)[18]